# Xanthorhoe fluctuata
Xanthorhoe fluctuata là một loài bướm đêm trong họ Geometridae.

## Hình ảnh

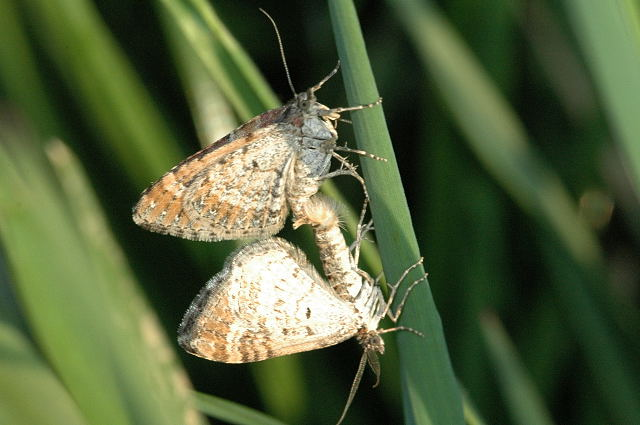
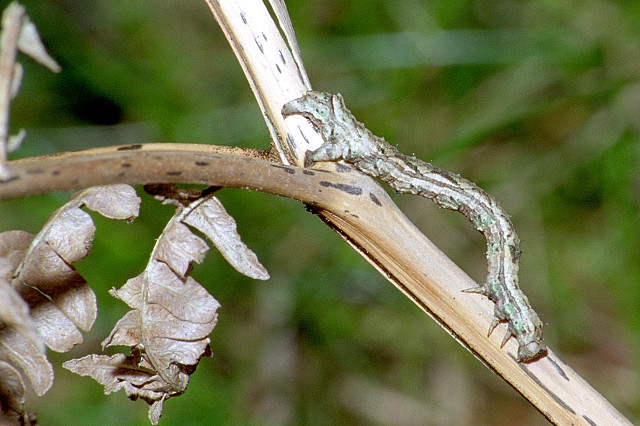